# Humboldt (Saskatchewan)
Humboldt je město v provincii Saskatchewan v Kanadě. Rozkládá se na křižovatce Highway 5 a Highway 20 ve vzdálenosti 113 km jihovýchodně od Saskatoonu. V roce 2011 ve městě žilo 5678 obyvatel.

## Dějiny
Město bylo pojmenováno po německém přírodovědci Alexanderu von Humboldtovi v roce 1875. V roce 1878 byla v místě postavena telegrafní stanice, která byla kritická během povstání Métisů v roce 1885, kdy bylo spojení dál na západ přerušeno a Humboldt byl nejvzdálenějším místem s bezpečným telegrafním spojením. V roce 1907 obdržel status "town" a v roce 2000 status "city".